# Tubay
Tubay ist eine Stadtgemeinde in der Provinz Agusan del Norte auf der Insel Mindanao im Süden der Philippinen.
Tubay liegt an der Ostküste der Bucht von Butuan und grenzt an die Stadtgemeinden Jabonga im Norden, Santiago im Nordosten und Osten und an die Stadt Cabadbaran im Osten und Süden.  
Tubay ist nach dem Gründer des Ortes Datu Tabay benannt. Der Ort ist die zweite spanische Ansiedlung in Agusan. Zunächst siedelten die Bewohner des Ortes in Ilihan, die Siedlung wurde danach jedoch noch mehrmals verlagert, zunächst in die Wildnis von Ilihan, dann nach Sitio Malubog, dann nach Tubay-tubay und Sabang. Letzteres lag in der Nähe der Mündung des Flusses Jabonga und war von ständigen Überflutungen und Angriffen der Moros betroffen, weshalb die Siedlung an ihren heutigen Platz Pueblo Daan Lungsod verlegt wurde.
Zwischen 1898 und 1903 war Tubay erstmals selbständig, wurde jedoch 1903 auf Veranlassung der US-Amerikaner als Barrio der Stadtgemeinde Cabadbaran angegliedert. Die heutige Stadtgemeinde entstand durch Loslösung von Cabadbaran am 20. Oktober 1947.

## Barangays
Tubay ist politisch in 13 Barangays unterteilt, davon liegen fünf im Binnenland und acht an der Küste.
- Binuangan
- Cabayawa
- Doña Rosario
- La Fraternidad
- Lawigan
- Poblacion 1
- Poblacion 2
- Santa Ana
- Tagmamarkay
- Tagpangahoy
- Tinigbasan
- Victory
- Doña Telesfora

## Weblink
- www.tubay.gov.ph (Memento vom 23. September 2008 im Internet Archive)